# Deus, o Filho

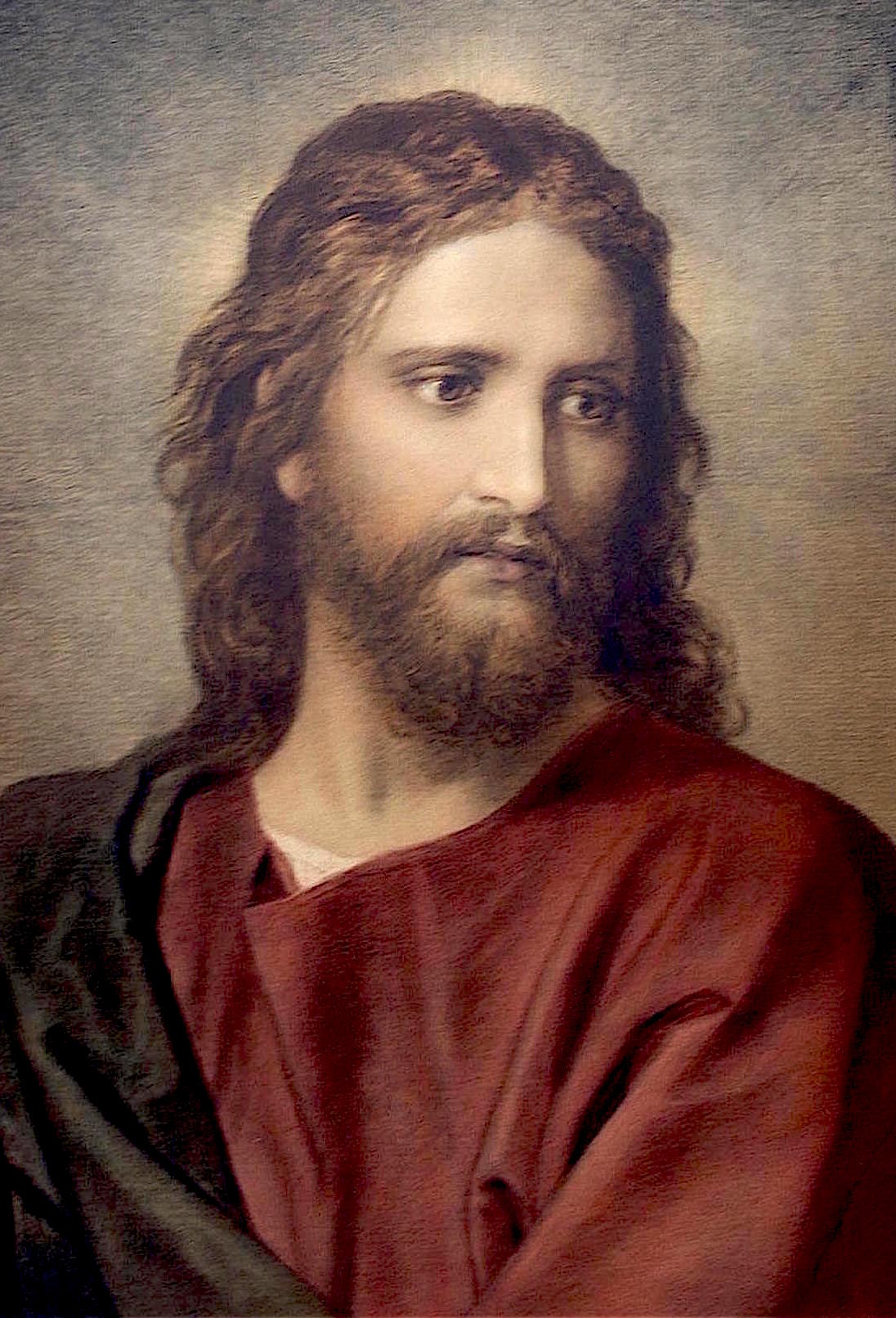
Christ, por Heinrich Hofmann, 1889

Deus o Filho é uma das pessoas da Santíssima Trindade - "Deus o Pai, Deus o Filho, Deus o Espírito Santo". Deus o Filho é distinto do termo Filho de Deus. Em latim, grego, francês, inglês e hebraico:
- Deus Filius,  Theos ho Huios (Θεός ο  Υιός), Dieu le Fils, God the Son; Elohim ha-Ben (אלוהים הבן )
- Filius Dei, ho huios tou Theou (Ο γιος του Θεού), le fils de Dieu, the son of God;  ben Elohim (בן אלוהים)

Na concepção tradicional trinitária, Jesus Cristo é o Deus Filho, sendo a Palavra encarnada como totalmente Deus (divino) e totalmente humano ao mesmo tempo, numa pessoa totalmente isenta de pecados. Jesus morreu pelo pecador, apesar de não amar o pecado.

## Uso do termo
O termo Deus Filius é usado no Credo Atanasiano, assim como Deus Pater e Deus Spiritus Sanctus.
O termo é usado por Santo Agostinho em seu livro Sobre a Trindade, por exemplo, na discussão da obediência do Filho a Deus Pai: Deo Patri Deus Filius obediens. que Deus, o Pai, gerou Deus, o Filho, sem tempo, e O fez de uma Virgem no tempo".

## Novo Testamento

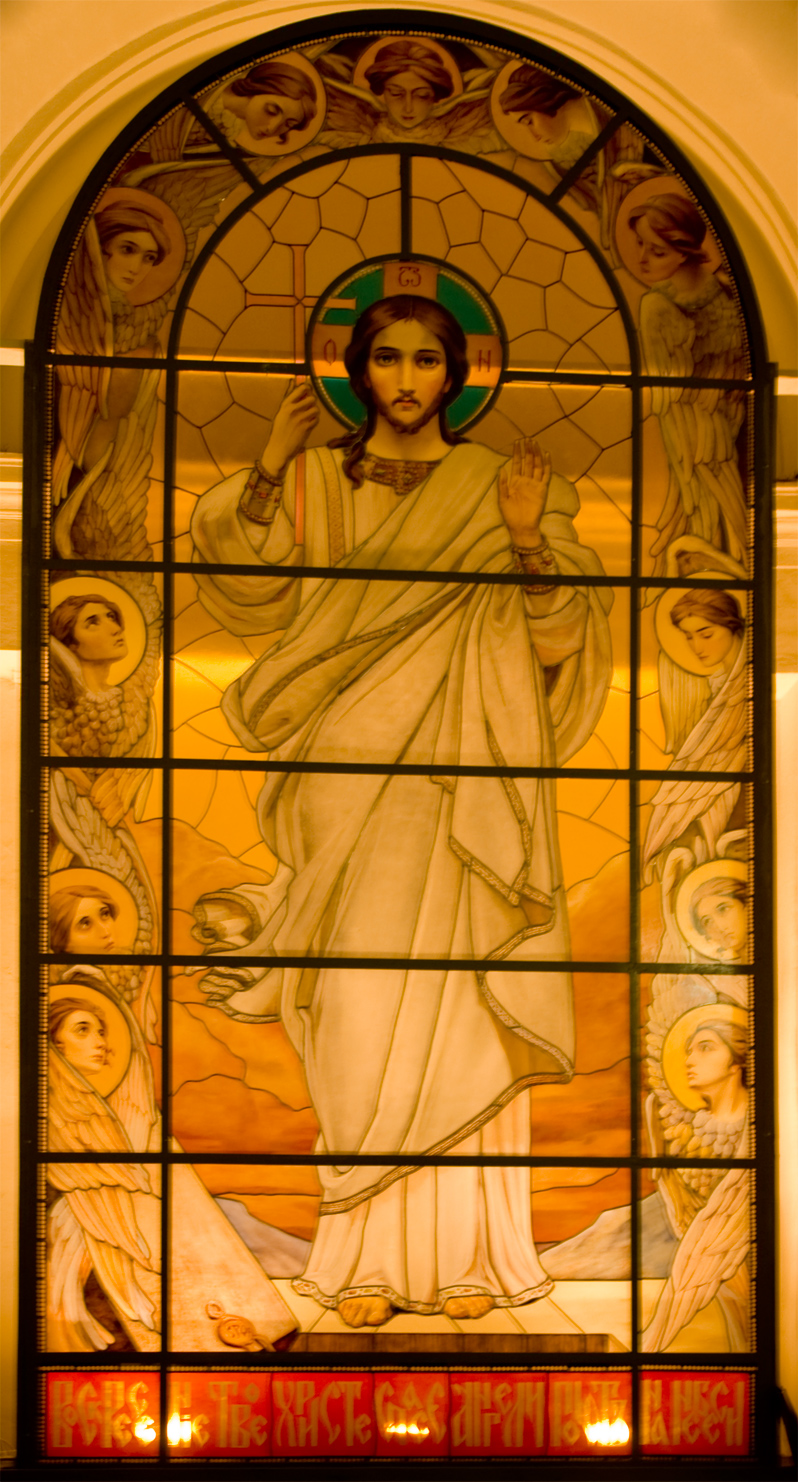
Vitral representando Jesus, na Catedral de São Pedro e São Paulo, São Petersburgo, Rússia.

A expressão "Filho de Deus" é usada para se referir a Jesus no Evangelho segundo Marcos, no início do capítulo 1 e no final do capítulo 15, versículo 39. Max Botner escreveu: "De fato, se Marcos 1:1 apresenta o "entendimento normativo" da identidade de Jesus, então faz uma diferença significativa o que o texto inclui".
O Verbo ou Palavra em João 1:1 ("No princípio era o Verbo, e o Verbo estava com Deus, e o Verbo era Deus), é frequentemente interpretado, especialmente pelos trinitários, como uma referência clara à Preexistência de Cristo, assim como sua divindade.
Os cristãos acreditam que Jesus é o Filho unigênito de Deus (João 3:16). Jesus se identificou como "Eu Sou" nos escritos canônicos do Novo Testamento. "Jesus disse-lhes: 'Em verdade, em verdade vos digo, antes que Abraão existisse, EU SOU.'" (João 8:58). Esta frase é interpretada por muitos trinitários como uma referência a Moisés em sua interação com Deus pré-encarnado no Antigo Testamento: “E Deus disse a Moisés: 'EU SOU O QUE SOU.' E Ele disse: 'Assim dirás aos filhos de Israel: EU SOU me enviou a vós'. (Êxodo 3:14)
Muitos cristãos acreditam que São Paulo descreve Jesus Cristo como o Deus bendito, escrevendo na sua Carta aos Romanos, que diz: “E os patriarcas; deles descende Cristo, segundo a carne, o qual é, sobre todas as coisas, Deus bendito para sempre. Amém.” (Romanos 9:5). Ele também escreve na sua Carta aos Filipenses, o esvaziamento de Jesus Cristo, que embora em sua natureza nunca tenha deixado de ser Deus, ele não considerou o ser igual a Deus como algo a que se apegar ciosamente. Mas ele abriu mão de tudo que tinha, se tornando igual aos seres humanos e sendo obediente até a morte de Cruz (Filipenses 2:5-8). Essa doutrina é conhecida dentro da cristandade como Doutrina da Kenosis. Paulo também diz na sua Carta aos Colossenses que toda a Plenitude da Divindade habita em Jesus Cristo, de forma corporal (Colossenses 2:9). Esse verso de Colossenses é usado para reforçar a ideia de que Cristo é completamente Deus e completamente humano, doutrina conhecida como Doutrina da União Hipostatica.